# Пчёлка Майя (мультсериал)
«Пчёлка Майя» (яп. みつばちマーヤの冒険, хепбёрн Mitsubachi Māya) — анимационный телесериал, впервые созданный студиями Zuiyo Enterprise и Asahi Broadcasting Corporation из Осаки. После первых 6 эпизодов студия Zuiyo Enterprise разделилась на Zuiyo Company и Nippon Animation, которые сохранили права на сериал. Сериал состоял из 52 эпизодов и первоначально транслировался с апреля 1975 года по апрель 1976 года на всех филиалах ANN. Основанный на классической детской книге «Приключения пчёлки Майи» Вальдемара Бонзельса, сериал стал чрезвычайно популярным в континентальной Европе и с момента премьеры транслировался в странах и на разных языках по всему миру. Фильм, смонтированный из первых нескольких эпизодов, был выпущен 15 декабря 1977 года.
Существуют две версии сериала с английским дубляжом: южноафриканская версия, созданная Sonovision для South African Broadcasting Corporation (SABC), используемой для немецкого дубляжа, и с южноафриканскими акцентами для персонажей; и американская версия с совершенно новой музыкальной темой и канадской озвучкой, произведённая Saban Entertainment, которая транслировалась с 1 января 1990 по 31 декабря 1992 года на детском телевизионном канале Nickelodeon. Сериал «Пчёлка Майя» транслировался вместе с другими аниме, ориентированными на подростков, такими как «Adventures of the Little Koala», «Noozles» и «The Littl' Bits» в рамках блока программ Nickelodeon Nick Jr. для маленьких детей. Было дублировано 65 серий.
Второй сериал о пчёлке Майе, Shin Mitsubachi Māya no Bōken (新みつばちマーヤの冒険), совместно производился японской студией Wako Productions и австрийско-немецкой студией Apollo Film в Вене. Премьера второго сезона состоялась в Германии (ZDF) с сентября 1979 по сентябрь 1980 года. Второй сезон, состоящий из 52 эпизодов, не пользовался большой популярностью, не был показан в Японии до 12 октября 1982 года на TV Osaka и транслировался до 27 сентября 1983 года.
В России мультсериал транслировался на Первой программе Центрального телевидения СССР (позднее — «1-й канал Останкино») с 1 июня 1991 года по 8 августа 1992 года (по субботам 1 раз в день), с 11 ноября по 18 декабря 1992 года (по будням 2 раза в день) и с 31 мая по 6 августа 1993 года (по будням 1 раз в день). Трансляция мультсериала на канале «ТелеНяня» длилась с 1 июня по 19 июля, с 12 сентября по 1 ноября 2009 года и с 10 апреля до 1 августа 2010 года, а на канале «Карусель» — с 1 апреля по 31 августа 2011 года, с 31 мая по 24 октября 2012 года и с 1 января по 30 апреля 2013 года (по будням три раза в день).

## История
В центре сюжета — Майя, любознательная, предприимчивая и несколько взбалмошная молодая пчёлка, и её приключения в лесу вокруг неё. Майя рождается в пчелином улье во время внутренних волнений: улей делится на две новые колонии. Майю воспитывает и наставляет учительница, мисс Кассандра. Несмотря на предупреждения мисс Кассандры, Майя хочет исследовать большой мир и совершает непростительное преступление, покидая улей. Во время своих приключений Майя, теперь находящаяся в изгнании, дружит с другими насекомыми и бросает вызов опасностям вместе с ними.
В последних двух эпизодах первого сезона Майя попадает в плен к шершням — заклятым врагам пчёл. Будучи в плену, Майя выбирается из заточения и узнаёт о плане врага напасть на её родной улей. Она сталкивается с непростым выбором из двух вариантов: либо вернуться в улей и сообщить о готовящемся наступлении, но в итоге понести должное наказание, либо оставить план без предупреждения и спастись самой, оставив улей на произвол судьбы. Как и следовало ожидать, Майя, после суровых размышлений, принимает решение вернуться домой и спасти свой народ от уничтожения. По возвращении в улей она сообщает товарищам о предстоящей атаке и, совершенно неожиданно, получает прощение за своё неповиновение. Предупреждённые пчелы встают на защиту родного улья и одерживают безоговорочную победу над ненавистным врагом. Осознав крах своего плана, шершни с позором отступают. Майя, теперь героиня улья, становится учительницей, как мисс Кассандра, и делится своим жизненным опытом и мудростью с будущим поколением пчёл.